# Прокаинамид
Прокаинамид (новокаинамид) — лекарственное средство, антиаритмический препарат Ia класса, оказывает мембраностабилизирующее действие.

## История
Прокаинамид был одобрен FDA США 2 июня 1950 года под торговой маркой Pronestyl
В связи с потерей Индонезии в Второй мировой войны, источника для хинного алкалоида, предшественник хинидин, потребление препарата было сильно уменьшено. Это привело к исследованию новых антиаритмических лекарств. В результате, было найдено что прокаин имеет аналогичные сердечные эффекты, как хинидин . В 1936 году он был исследован Маутцем, что, применяя его непосредственно на миокард, желудочковый порог для электрической стимуляции был изменен

## Фармакологическое действие
Антиаритмический препарат Ia класса, оказывает мембраностабилизирующее действие. Тормозит входящий быстрый ток Na+, снижает скорость деполяризации в фазу 0. Угнетает проводимость, замедляет реполяризацию. Снижает возбудимость миокарда предсердий и желудочков. Увеличивает длительность эффективного рефрактерного периода потенциала действия (в пораженном миокарде — в большей степени). Замедление проводимости, которое наблюдается независимо от величины потенциала покоя, больше выражено в предсердиях и желудочках, меньше — в AV узле. Непрямой м-холиноблокирующий эффект, по сравнению с хинидином и дизопирамидом, выражен меньше, поэтому парадоксального улучшения AV проводимости обычно не отмечается. Влияет на фазу 4 деполяризации, снижает автоматизм интактного и пораженного миокарда, угнетает функцию синусного узла и эктопических водителей ритма у некоторых больных. Активный метаболит — N-ацетилпрокаинамид (N-АПА) обладает выраженной активностью антиаритмических лекарственных средств III класса, удлиняет продолжительность потенциала действия. Обладает слабым отрицательным инотропным эффектом (без существенного влияния на минутный объем кровообращения). Имеет ваголитические и вазодилатирующие свойства, что обусловливает тахикардию и снижение артериального давления, общего периферического сосудистого сопротивления. Электрофизиологические эффекты проявляются в уширении комплекса QRS и удлинении интервалов P-Q и Q-T. Время достижения максимального эффекта при приеме внутрь 60-90 мин, при внутривенном введении — немедленно, при внутримышечном — 15-60 мин.

## Фармакокинетика
Абсорбция — до 95 %, быстрая. Биодоступность — 85 %, связь с белками плазмы — 15-20 %. TCmax при пероральном приеме — 1-2 ч, Cmax в плазме — 10 мкг/мл. Проникает через гемато-энцефалический барьер и плацентарный барьер, секретируется с грудным молоком. Имеет эффект «первого прохождения», метаболизируется в печени с образованием активного метаболита — N-АПА. Около 25 % введенного прокаинамида превращается в указанный метаболит, однако при быстром ацетилировании или при хронической почечной недостаточности превращению подвергается 40 % дозы. При хронической почечной недостаточности или хронической сердечной недостаточности метаболит быстро накапливается в крови до токсических концентраций, при этом концентрация прокаинамида остается в допустимых пределах. T½ — 2.5-4.5 ч; при хронической почечной недостаточности — 11-20 ч; N-АПА — около 6 ч. Выводится почками (50-60 % в неизмененном виде), с желчью. Прокаинамид и N-АПА выводятся при гемодиализе, но не при перитонеальном диализе.

## Показания
Наджелудочковые аритмии: мерцание и/или трепетание предсердий (в том числе пароксизмальное), тахикардия (в том числе синдром WPW), предсердная экстрасистолия, желудочковые аритмии (тахикардия, желудочковая экстрасистолия).

## Противопоказания
Гиперчувствительность, AV блокада II—III ст. (за исключением случаев применения электрокардиостимулятора), трепетание или мерцание желудочков, аритмии на фоне интоксикации сердечными гликозидами, лейкопения.

### C осторожностью
Инфаркт миокарда, блокада ножек пучка Гиса, миастения, печеночная и/или почечная недостаточность, системная красная волчанка (в том числе в анамнезе), бронхиальная астма, декомпенсированная хроническая сердечная недостаточность, желудочковая тахикардия при окклюзии коронарной артерии, хирургические вмешательства (в том числе хирургическая стоматология), удлинение интервала Q-T, артериальная гипотензия, выраженный атеросклероз, миастения, пожилой возраст.

## Форма выпуска и режим дозирования
Прокаинамид вводят внутривенно, внутримышечно или перорально. Взрослым.
Для внутривенного введения выпускают 5 мл ампулы с раствором 100 мг/мл. Содержимое ампулы разводят в 0,9 % растворе NaCl или 5 % растворе декстрозы и медленно вводят со скоростью не более 50 мг/мин под контролем артериального давления и ЭКГ. При необходимости повторяют введение в той же дозе каждые 5 мин, до достижения эффекта или до суммарной дозы 1000 мг. Для предупреждения повторного развития аритмии можно проводить инфузию со скоростью 2-6 мг/мин. После купирования аритмии для поддержания эффекта возможно внутримышечное введение — по 0.5-1 г (до 2-3 г/сут), однако предпочтительнее пероральный или внутривенный пути введения.
Для перорального введения выпускают таблетки по 250 мг. При предсердных нарушениях ритма, не требующих неотложной терапии, нагрузочная доза — 1.25 г, затем 0.75 г каждые 1-2 ч при необходимости и с учётом переносимости по 0.5-1 г каждые 2-3 ч. Поддерживающая доза — 0.5-1 г, в зависимости от эффективности и переносимости, каждые 4-6 ч. При желудочковых нарушениях ритма, не требующих неотложной терапии, нагрузочная доза — 50 мг/кг/сут в 8 разделенных дозах (каждые 3 ч), при необходимости дозу корректируют. Таблетки пролонгированного действия — поддерживающая доза при наджелудочковой аритмии: внутрь, 1 г каждые 6 ч; при желудочковой аритмии — 50 мг/кг/сут в 4 разделенных дозах (каждые 6 ч), при необходимости дозу корректируют. При переходе на пероральный путь введения после прекращения внутривенной инфузии, первая доза назначается через 3-4 ч. Максимальная поддерживающая доза для взрослых — 6 г/сут. Дети. Внутрь, по 12.5 мг/кг или 375 мг/м2 поверхности тела 4 раза в сутки. При ХПН интервал между приемом доз составляет 4 ч (КК (клиренс креатинина) более 50 мл/мин), 6-12 ч (КК 10-50 мл/мин), 12-24 ч (КК менее 10 мл/мин). При хронической сердечной недостаточности II—III ст. суточная доза снижается на 25 %. Если пропущена доза, её следует принять как можно скорее в течение 2 ч (4 ч для таблеток пролонгированного действия); не принимать, если обнаружено позднее; не удваивать дозы.

## Побочные эффекты
Со стороны нервной системы: галлюцинации, депрессия, миастения, головокружение, головная боль, судороги, психотические реакции с продуктивной симптоматикой, атаксия. 

Со стороны пищеварительной системы: горечь во рту. 

Со стороны органов кроветворения и системы гемостаза: при длительном применении — угнетение костномозгового кроветворения (лейкопения, тромбоцитопения, нейтропения, агранулоцитоз, гипопластическая анемия), гемолитическая анемия с положительной пробой Кумбса. 

Со стороны органов чувств: нарушения вкуса. 

Со стороны сердечно-сосудистой системы: снижение артериального давления, желудочковая пароксизмальная тахикардия. При быстром внутривенном введении возможны коллапс, нарушение предсердной или внутрижелудочковой проводимости, асистолия. 

Аллергические реакции: кожная сыпь. 

Прочие: при длительном применении — лекарственная красная волчанка (у 30 % больных при длительности терапии более 6 мес). Вероятны микробные инфекции, замедление процессов заживления и кровоточивость дёсен в связи с риском лейкопении и тромбоцитопении.

### Передозировка
Симптомы: спутанность сознания, олигурия, обморочные состояния, сонливость, сильное головокружение (особенно у больных пожилого возраста), учащенное или неритмичное сердцебиение, тошнота, рвота, диарея, потеря аппетита, снижение амплитуды комплекса QRS и зубца Т, снижение артериального давления, коллапс, AV блокада, желудочковая пароксизмальная тахикардия, асистолия. 

Лечение: если принято недавно — промывание желудка, применение лекарственных средств, закисляющих мочу; гемодиализ; при снижении артериального давления — введение норэпинефрина или фенилэфрина.

## Особые указания
Принимать на «пустой» желудок (за 1 ч до еды или через 2 ч после еды), запивая стаканом воды для более быстрого всасывания или с пищей или с молоком для предупреждения раздражения слизистой оболочки желудка; для таблеток пролонгированного действия — глотать целиком, не разламывать, не раздавливать, не разжевывать. Перед внутривенном применением необходимо разбавлять, вводить со скоростью не выше 50 мг/мин; следует принимать лишь в условиях стационара. При проведении терапии необходимо проводить контроль артериального давления, ЭКГ, формулы периферической крови, особенно количества лейкоцитов (каждые 2 нед в течение первых 3 мес терапии, далее с более длительными интервалами). После продолжительной поддерживающей терапии примерно у 80 % больных отмечается повышение титра антиядерных антител, наиболее часто через 1-12 мес после начала терапии (в связи с чем при появлении симптомов, сходных с системной красной волчанкой, необходимо периодически определять титр антинуклеарных антител). Лейкопения более вероятна при использовании лекарственных форм пролонгированного действия, особенно после операции на сердце или сосудах. Обычно отмечается в первые 3 мес терапии (формула крови восстанавливается через несколько недель после отмены). При использовании у детей для поддержания терапевтических концентраций могут потребоваться более высокие дозы; у людей пожилого возраста более вероятно развитие гипотензии. Необходима осторожность при интерпретации результатов лабораторных исследований (возможное влияние на результаты тестов). При назначении во время беременности существует потенциальный риск развития артериальной гипотензии у матери, что может привести к маточно-плацентарной недостаточности. В период лечения необходимо соблюдать осторожность при вождении автотранспорта и занятии др. потенциально опасными видами деятельности, требующими повышенной концентрации внимания и быстроты психомоторных реакций.

## Взаимодействие
Усиливает эффект антиаритмических, гипотензивных, холиноблокирующих и цитостатических лекарственных средств, миорелаксантов, побочные эффекты тозилата бретилия. При одновременном применении с антигистаминными лекарственными средствами могут усиливаться атропиноподобные эффекты; с пимозодом — удлинение интервала Q-T. Снижает активность антимиастенических лекарственных средств. Циметидин снижает почечный клиренс прокаинамида и удлиняет T1/2. При комбинированной терапии с антиаритмическими лекарственными средствами III класса риск развития аритмогенного эффекта возрастает. Лекарственные средства, угнетающие костномозговое кроветворение, увеличивают риск миелосупрессии.